# پورونیتتی
پورونیتْتی (به فنلاندی: Puroniitty) یک منطقهٔ مسکونی در فنلاند است که در هلسینکی واقع شده‌است. پورونیتتی ۲۲۰ نفر جمعیت دارد.